# Nyctimantis bokermanni
Nyctimantis bokermanni, conosciuta volgarmente come Rana dalla testa a casco di Bokermann, è una specie di rana appartenente alla famiglia delle Hylidae. È una specie endemica del Brasile, conosciuta solo per vivere nella Stazione Ecologica di Juréia-Itatins (portoghese: Estação Ecológica da Juréia-Itatins), a 10km da Rio Verde. Il suo habitat naturale sono le foreste tropicali o subtropicali umide.